# Božje milosrđe
Božje milosrđe ili Božansko milosrđe pobožnost je Isusu Kristu povezana s Isusovim ukazanjima svetoj Faustini Kowalski. Dvije glavne teme pobožnosti su: povjerenje u Kristovu beskrajnu dobrotu i pokazivanje milosrđa drugima poput slapova Božje ljubavi prema bližnjemu.
Slika Božjeg milosrđa prikaz je Isusa Krista koji se temelji na pobožnosti Božjem milosrđu. Sv. Faustina Kowalska je od strane Svete Stolice dobila titulu "tajnice Božjeg milosrđa" u jubilarnoj 2000. godini. Ona je izvijestila o brojnim ukazanjima tijekom vjerskog zanosa, koja je opisala u svom Dnevniku 1934. – 1938.
Papa Ivan Pavao II., rodom iz Poljske, imao je veliku sklonost prema ovoj pobožnosti i odobrio je u Liturgijskom kalendaru Rimokatoličke Crkve. Liturgijski blagdan Božjeg milosrđa slavi se prve nedjelje nakon Uskrsa. Poklonici Božjeg milosrđa obilježavaju Sat milosrđa (u 15 sati), koji je prema Dnevniku sv. Faustine vrijeme Isusove smrti. Vrlo popularan oblik pobožnosti je krunica Božjeg milosrđa.
Primarni fokus pobožnosti Božjeg milosrđa je milosrdna Božja ljubav i želja da ta ljubav i milosrđe prostruje kroz ljudsko srce prema onima kojima je to potrebno. Dok je posvećivao Svetište Božjeg milosrđa u Krakovu, papa Ivan Pavao II. na to se osvrnuo kada je rekao: "Osim Božjeg milosrđa, nema drugog izvora nade za čovječanstvo".
Postoji sedam glavnih oblika ove pobožnosti:
Slika Božjeg milosrđa s natpisom „Isuse, uzdam se u tebe”,

Obilježavanje svetkovine Božjeg milosrđa u nedjelju poslije Uskrsa,

Krunica Božjeg milosrđa,

Devetnica Božjem milosrđu,

Sat milosrđa u (u 15 sati),

Širenje milosrđa riječju, djelom ili molitvom,

Širenje djela milosrđa na cijelo čovječanstvo, kao priprema za povratak Isusa Krista na Zemlju.

„Proglasite da je milosrđe najveća Božja osobina”. - riječi koje je Isusu pripisala sv. Faustina Kowalska u svom Dnevniku.
Kao i u molitvama koje tvore krunicu Božjeg milosrđa, tri su glavne teme pobožnosti Božjeg milosrđa: tražiti i steći milost Božju, pouzdati se u obilno Kristovo milosrđe i konačno pokazati milosrđe drugima, biti vrelo Božje milosti prema ljudima. 
Prvi i drugi element odnose se na potpis "Isuse, uzdam se u tebe" na slici Božjeg milosrđa, a sv. Faustina Kowalska je izjavila da joj je 28. travnja 1935., na dan kada se slavila prva nedjelja Božjeg milosrđa, Isus rekao: "Svaka duša koja vjeruje i uzda se u Moje Milosrđe, zadobit će ga." Treća komponenta ogleda se u izjavi "Zazovi moju milost u ime grešnika" pripisanoj Isusu u Dnevniku sv. Faustine (Bilježnica I, točke 186–187). Nakon ove izjave u Dnevniku slijedi posebna kratka molitva: "O Krvi i Vodi, što potekoste iz Srca Isusova kao izvor Milosrđa za nas, uzdam se u Tebe." što je sv. Faustina također preporučila za Sat milosrđa. U svom Dnevniku (Bilježnica II, točka 742) napisala je, da joj je Isus objavio: "Zahtijevam od vas djela milosrđa koja će nastati iz ljubavi prema Meni." i da je objasnio da postoje tri načina milosrđa prema bližnjemu: prvo djelom, drugo riječju, treće molitvom. 
Pobožnost Božjeg milosrđa promatra milosrđe kao ključni element u Božjem naumu za spasenje i naglašava uvjerenje da je Bog milosrđem dao svog jedinca za otkupljenje čovječanstva, nakon Adamova pada.  Na to se odnosi uvodna molitva za nedjeljnu misu Božjeg milosrđa koja započinje: "Nebeski Oče i Bože milosrđa, Isusa više ne tražimo među mrtvima, jer On je živ i postao je Gospodar Života". 
Prvo hrvatsko svetište Božjeg milosrđa nalazi se na brdašcu Ovčara kod Đakova.

## Vanjske poveznice
|  | Zajednički poslužitelj ima još gradiva o temi Božje milosrđe |
|  | Wikicitati imaju zbirke citata o temi Božje milosrđe         |